# Federico Slinger
Federico Slinger (Montevideo, 1932 - ibídem., 1996) fou un economista i polític uruguaià pertanyent a la Unió Cívica (UC).
El 1956 es va graduar com a comptador públic per la Universitat de la República, desenvolupant-ne una destacada trajectòria professional. Essent descendent d'immigrants alemanys, Slinger sempre va defensar els valors de la democràcia cristiana. També es va dedicar a la docència, essent professor i degà (1968-1972) de la facultat de Ciències Econòmiques i d'Administració.
El 1973 es va oposar al cop d'Estat, mentre que deu anys més tard va participar d'un acte que defensava els principis democràtics. El 1984 va acompanyar a Juan Vicente Chiarino com a candidat presidencial durant les eleccions generals d'aquest any. El 1985 va ser nomenat president per cinc anys del Banc de la República Oriental de l'Uruguai (BROU).
A més de ser dirigent esportiu, Slinger va ser designat el 1995 com a ministre d'Indústria, Energia i Mineria pel llavors president del país, el centredretà Julio María Sanguinetti Coirolo.